# Пурана-Кила

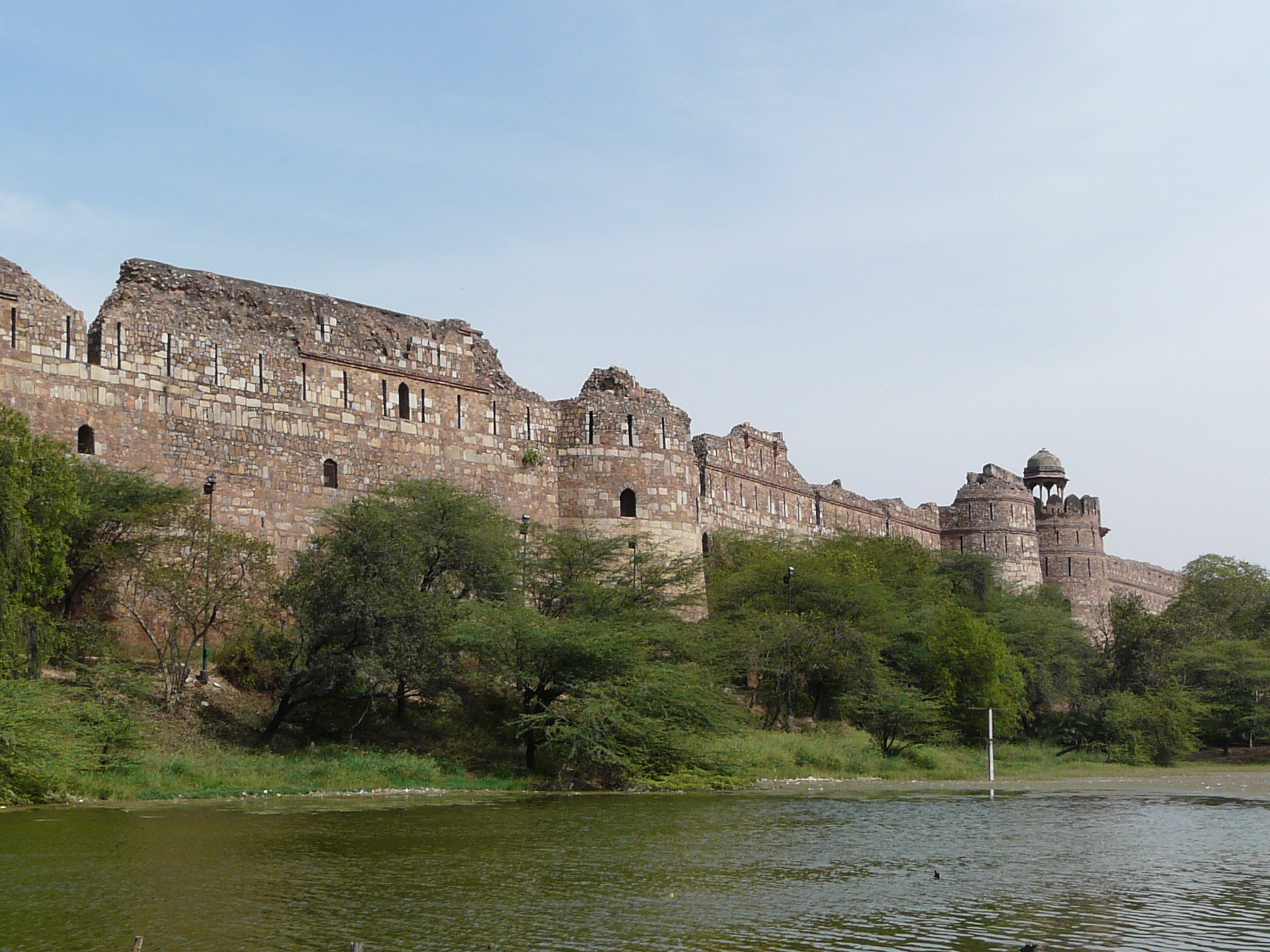
Бастионы Пурана-Килы

Пурана-Кила хинди पुराना क़िला, урду پُرانا قلعہ‎ — «старый форт», англ. Purana Qila) — крепость 16 века на территории Национальной столичной территории Дели, один из Семи исторических городов Дели. Крепость была построена как цитадель города Динапанах, заложена могольским императором Хумаюном в 1533 году и завершенная пятью годами позже. Однако в 1540 году Хумаюна разбил Шер-шах Сури, который переименовал город и крепость в Шергарх и значительно расширил её. Но Шер Шах погиб в 1545 году, и Империя Сури продержалась ещё только 10 лет. В результате Хумаюн вернул себе форт в 1555 году, но и сам умер в следующем году. По легенде, на месте крепости находился древний город Индрапрастха, описанный в эпосе Махабхарата.
Стены крепости протяженностью 1,5 км поднимаются на высоту до 18 м. К крепости ведут трое ворот, «Большие ворота» на западе, сейчас главный вход, южные Ворота Хумаюна (у Гробницы Хумаюна) и Запретные ворота. Все трое ворот построены из песчаника, каждое между двумя полукруглыми башнями, украшенные белыми мраморными плитами и голубой керамической плиткой. Все они также украшены резными балконами, павильонами на тонких колоннах, напоминающими раджастанский стиль и позднюю могольскую архитектуру. Большинство зданий внутри крепости не сохранились, кроме мечети Кила-и-Кухна и Шермандала, обе структуры были построены Шер-шахом.
Сейчас крепость открыта для посетителей, ежедневно после захода солнца здесь проводятся постановки, на которых рассказывают об истории Дели.

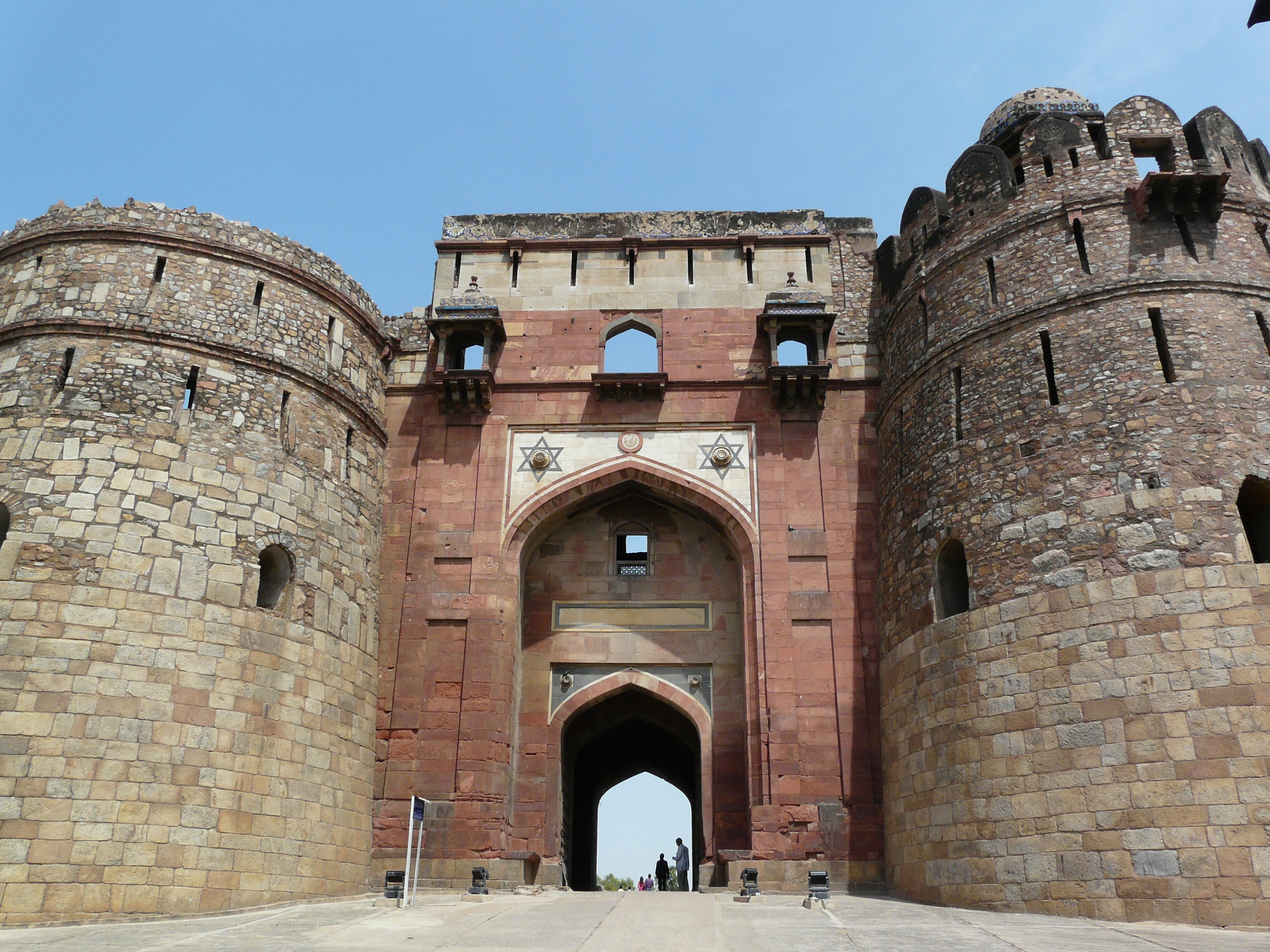
Западные Ворота, главный вход
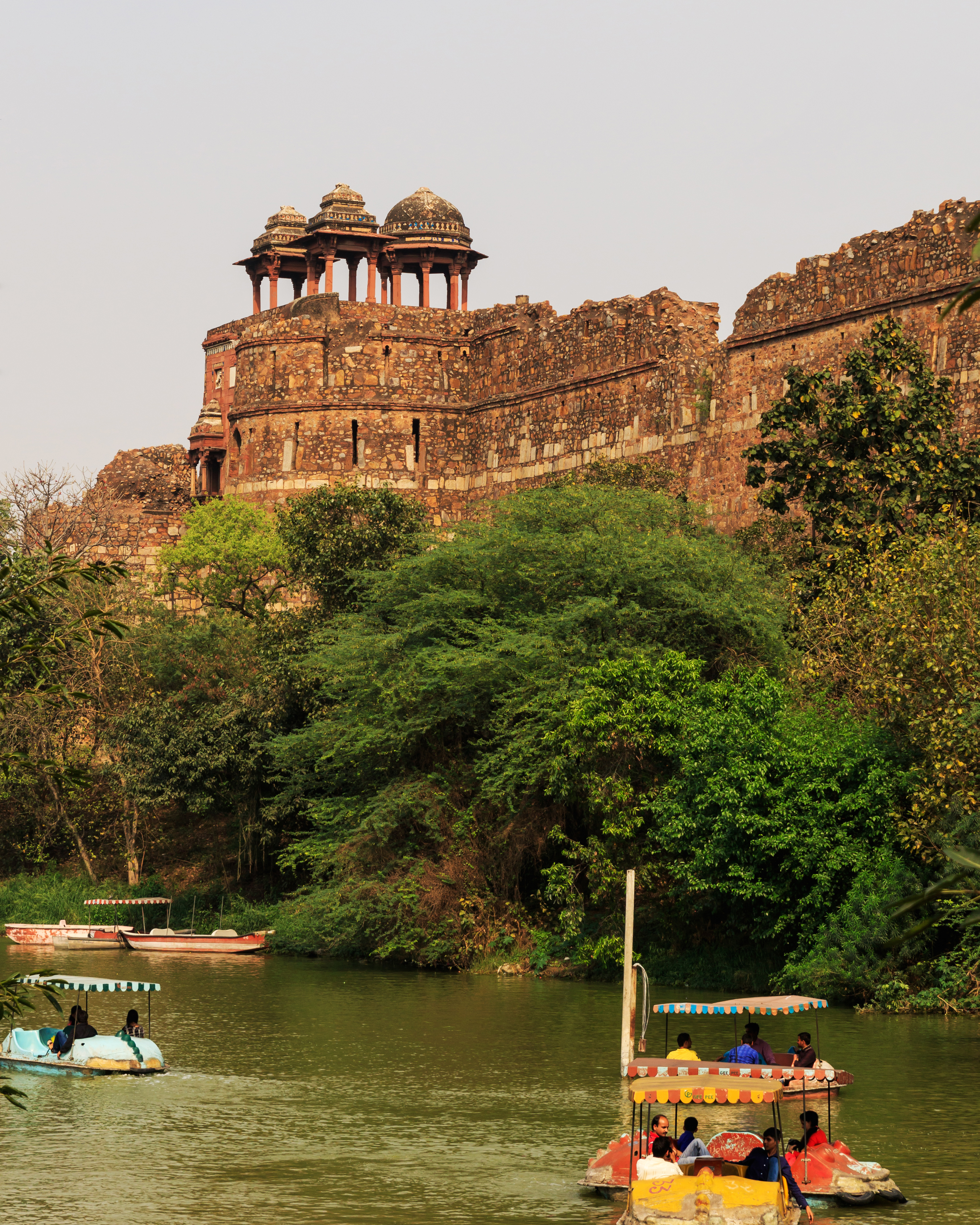
Озеро рядом с крепостью
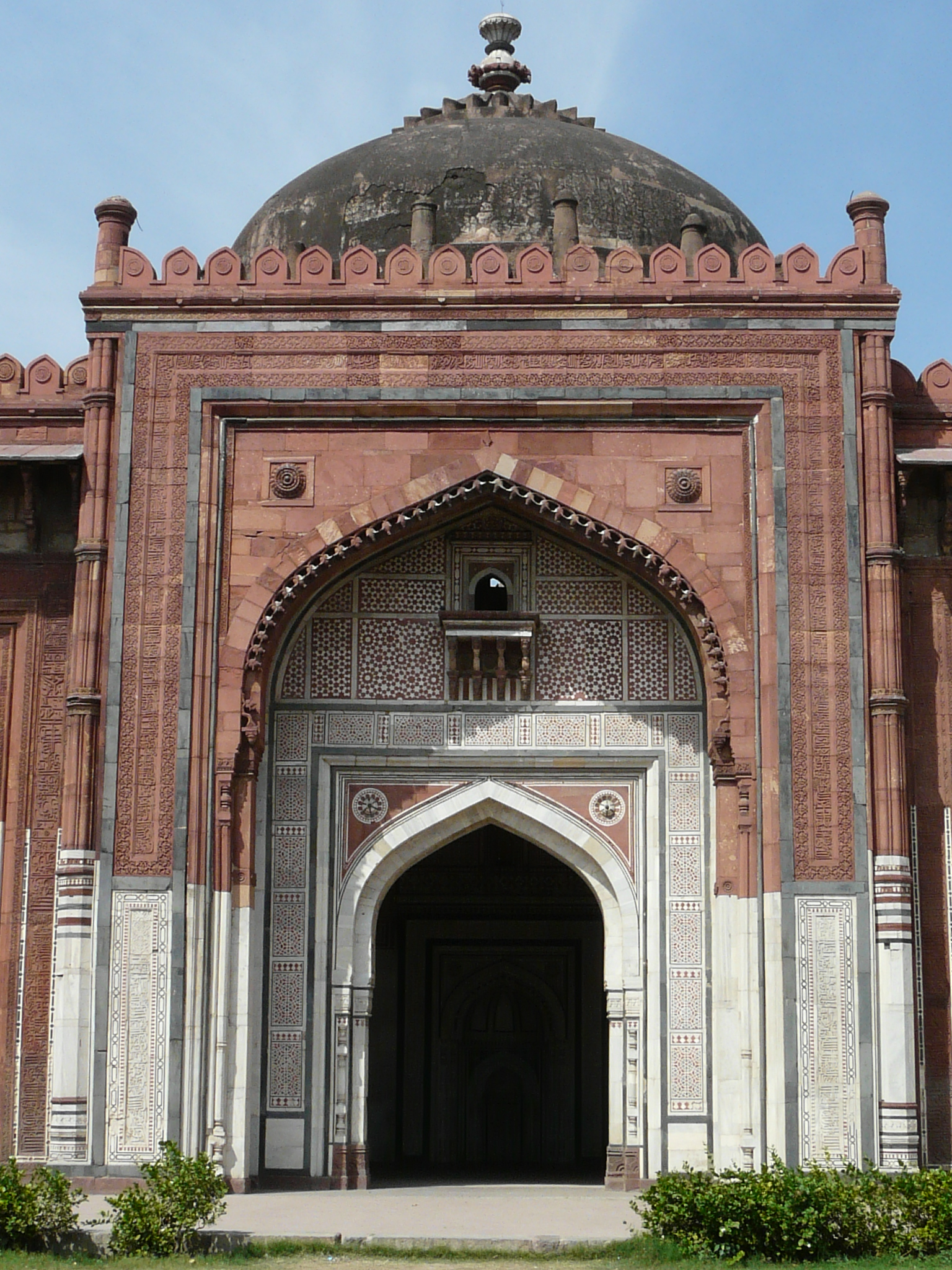
Мечеть Кила-и-Кухна
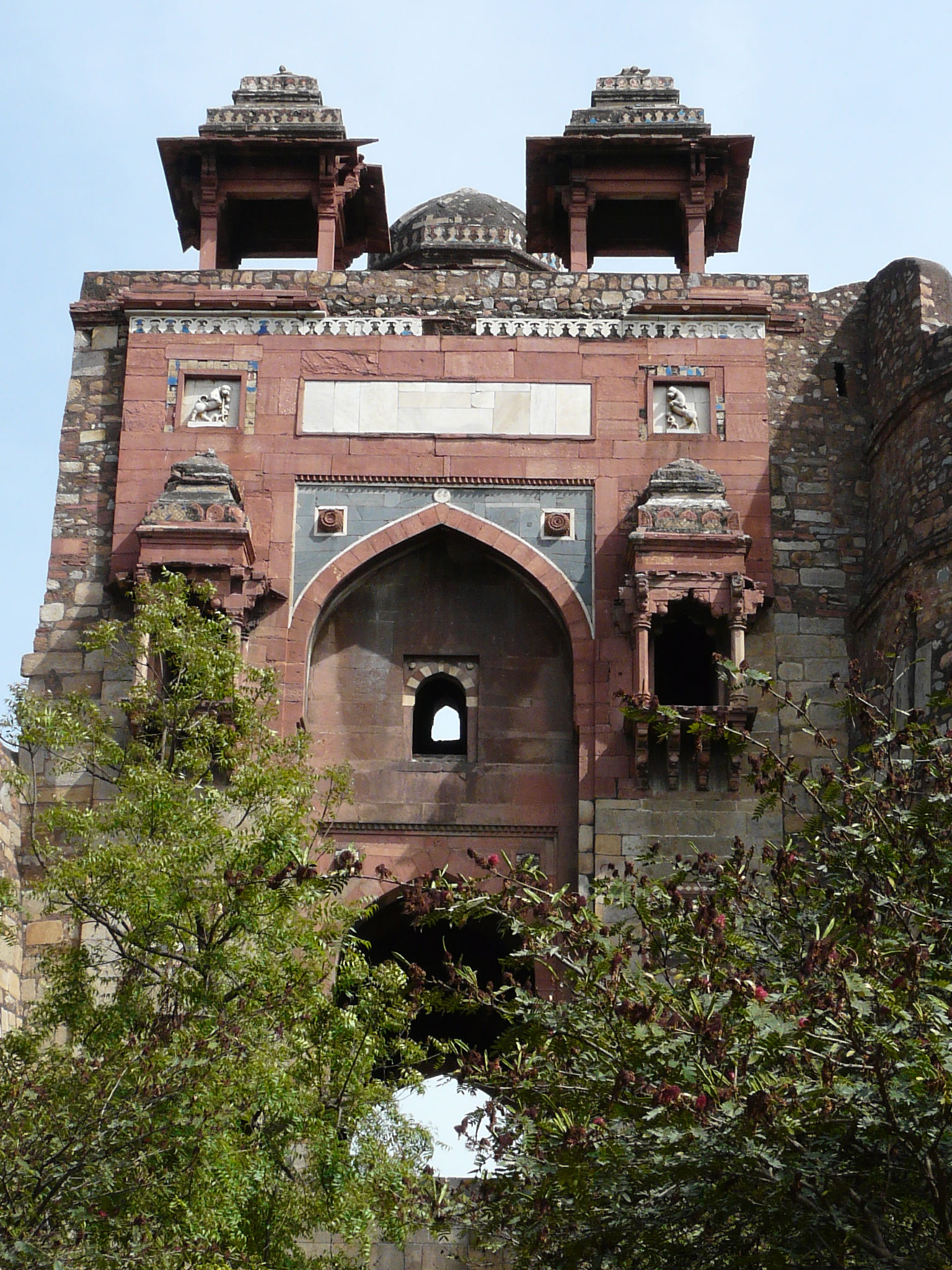
Северные Ворота
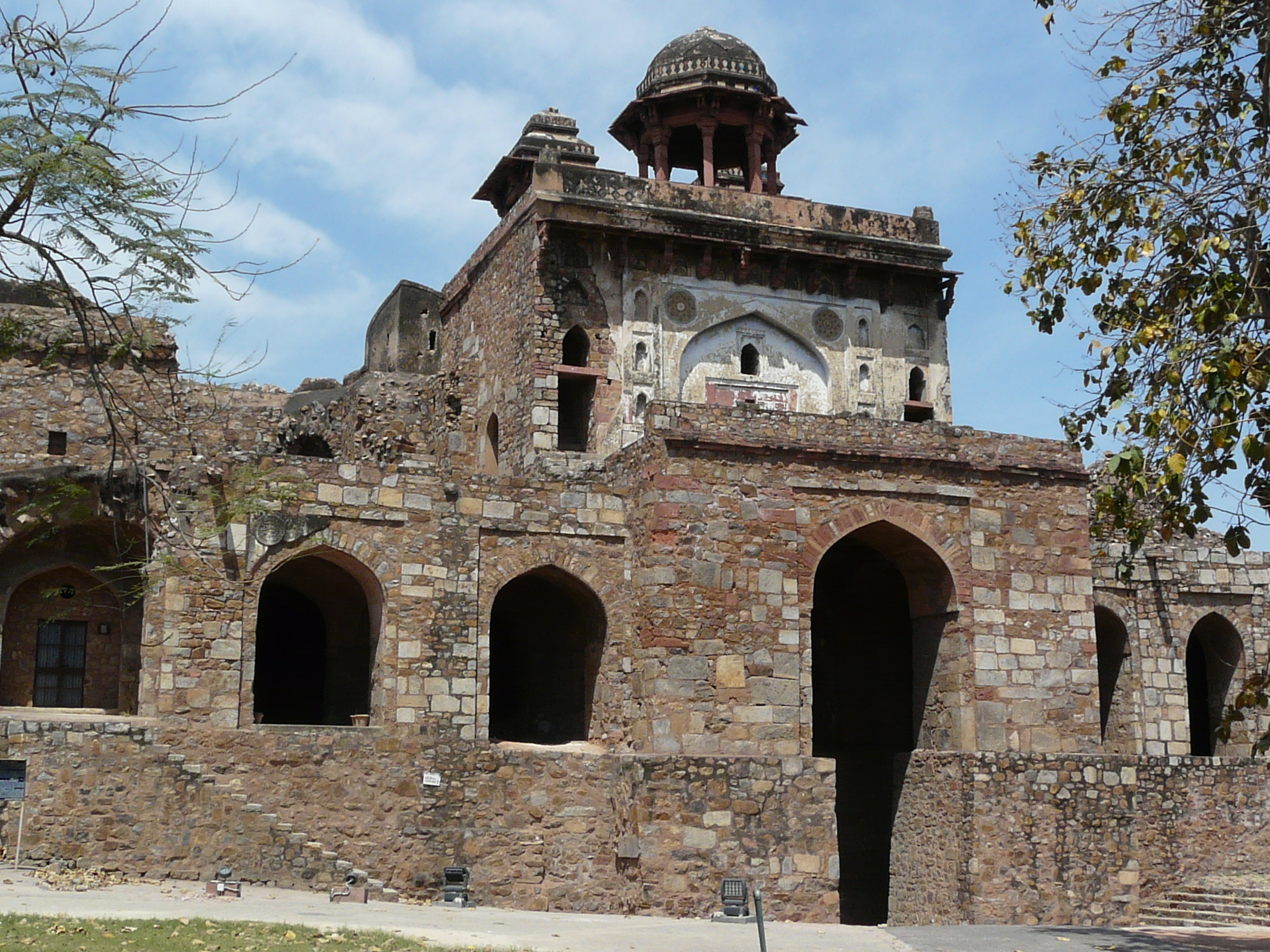
Северные Ворота, вид изнутри крепости
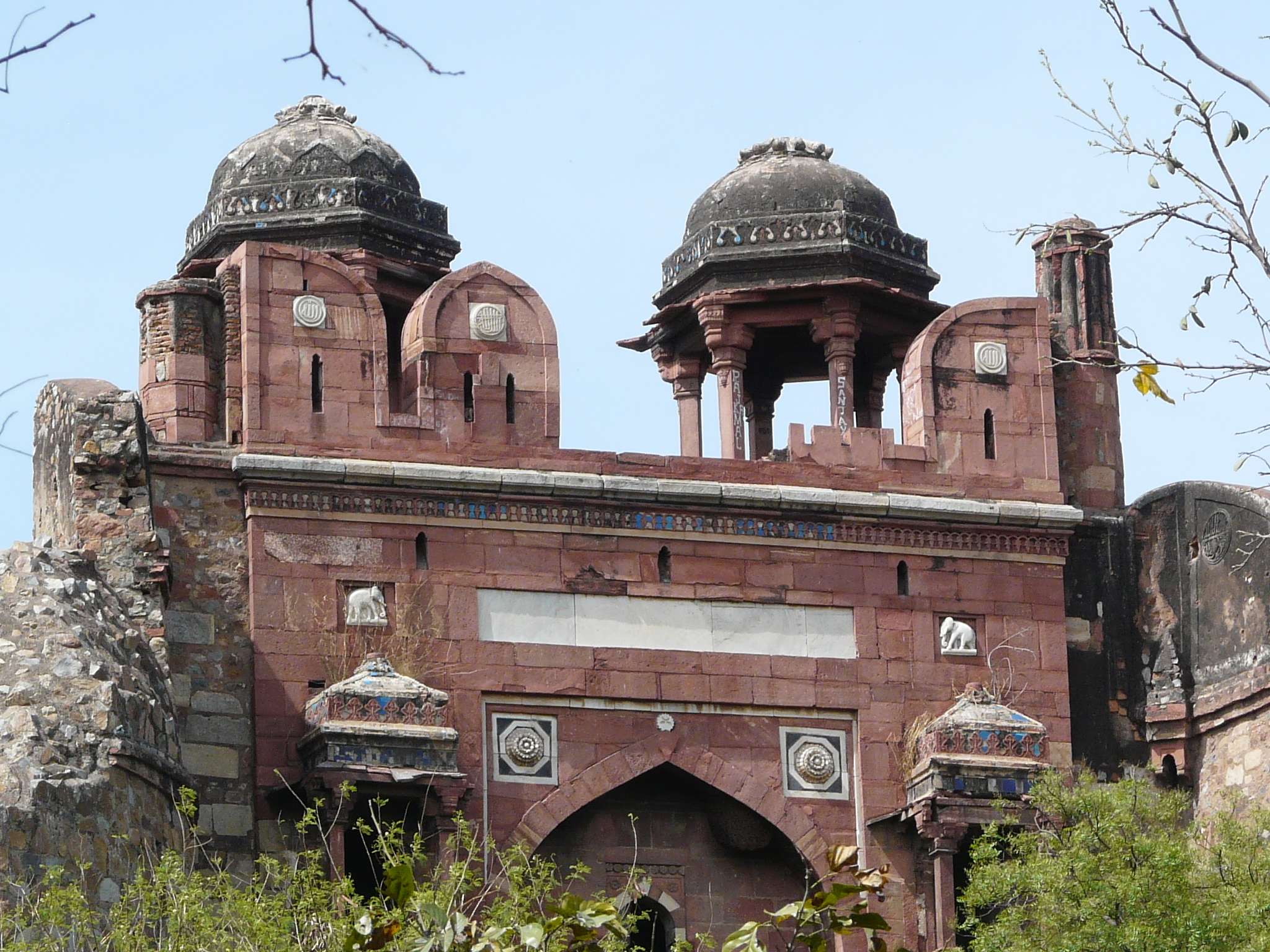
Южные Ворота